# تحليل قياسات الرأس
تحليل قياسات الرأس (السيفالوميتري) (بالإنجليزية: Cephalometric analysis) هو تحليل قياسات الرأس وعلاقة الأسنان بالجمجمة البشرية وتوظيفها في التطبيق السريري لتخدم المجالات الطبية ومجالات طب الأسنان.
يستخدم تحليل قياسات الرأس في طب الأسنان -وخاصة في مجال تقويم الأسنان- من أجل قياس حجم العظام وعلاقة الأسنان والفكين والجمجمة بواسطة أطباء الأسنان والمختصين في تقويم الأسنان وجراحي الوجه والفكين ليساعدهم في وضع خطة العلاج لمرضى تقويم الأسنان ومتابعة الحالة خلال فترة العلاج. تُعد طريقة تحليل شتاينر (الذي سمي على اسم سيسيل سي شتاينر) وطريقة تحليل داونز (الذي سمي على اسم ويليام بي داونز) من أكثر طرق تحليل قياسات الرأس شيوعًا والمستخدمة في مجال تقويم الأسنان.

## أشعة الرأس
يعتمد تحليل قياسات الرأس على أشعة الرأس لدراسة العلاقة ما بين العظام والأنسجة الرخوة لتساعد في تشخيص خلل النمو في العظام الوجهية كما تساعد في وضع خطة للعلاج قبل المعالجة وتقييم الحالة في منتصف العلاج وتقييم الحالة عند انتهاء العلاج لمعرفة مدى تحقيق أهداف العلاج.
تؤخذ أشعة الرأس بواسطة جهاز مقياس الرأس (السيفالوميتر) الذي صممه طبيب الأسنان المختص في تقويم الأسنان هولي برودبنت في عام 1931 في الولايات المتحدة الأمريكية.
وهو جهاز يُستخدم لتثبيت الرأس بوضعية مستقرة ليساعد في التصوير الشعاعي للرأس.

### أشعة الرأس الجانبية
أشعة الرأس الجانبية هي تصوير شعاعي للرأس بحيث تكون الأشعة عمودية على المستوى السهمي للمريض، ومقارنتها مع موضع الرأس الطبيعي عندما يكون الرأس مستقيمًا جنبًا إلى جنب مع موضع العينين مستقيم النظر إلى نقطة معينة لتوحيد القياسات المعتمدة في مجال تقويم الأسنان أثناء تقييم الصور الشعاعية لتحديد شكل الأسنان ومواضعهم وعلاقتهم مع العظام.
- أشعة الرأس الخلفية الأمامية (P-A)
- أشعة الرأس الخلفية الأمامية (P-A) هي تصوير شعاعي للرأس إذ تكون الأشعة عمودية على المستوى الإكليلي للمريض مع مصدر الأشعة خلف الرأس وشريط الفيلم أمام وجه المريض.

### نسخ أشعة الرأس
يشمل نسخ أشعة الرأس الطريقة الحديثة التي تعتمد على نقل أشعة الرأس على برنامج الكومبيوتر وتحليلها بواسطة برامج خاصة أو الطريقة القديمة عن طريق قلم رصاص وأوراق الخلات الشفافة لتحليل أشعة الرأس وتشخيص الحالة وبالتالي تسهيل خطة العلاج أو تُستخدم لمتابعة تغييرات النمو في العظام.
- تصنيف تحليل قياسات الرأس
- تعتبر الزوايا والمسافات العناصر الرئيسية للتحليل والتي يمكن أن تُقاس بالدرجات أو المليمترات.
- يمكن تصنيف تحليل قياسات الرأس على النحو التالي:
- التصنيف الزاوي بالنسبة للزوايا.
- التصنيف الخطي بالنسبة للمسافات والطول.
- التصنيف المترابط الذي يتضمن المستوى السيني والمستوى الصادي وقد تتطور لتصبح ثلاثية الأبعاد.
- التصنيف القوسي الذي يتضمن الأقواس.

على هذا الأساس يمكن تجميع المفاهيم السابقة للحصول على تحليل للحالة المريضة:
- التحليلات أحادية التكوين
- التحليلات متعددة التكوين
- التحليل المترابط